# Miłogoszcz (powiat łobeski)
Miłogoszcz – osada w Polsce położona w województwie zachodniopomorskim, w powiecie łobeskim, w gminie Resko.
W latach 1975–1998 miejscowość administracyjnie należała do województwa szczecińskiego.